# Itea yangchunensis
Itea yangchunensis är en tvåhjärtbladig växtart som beskrevs av S.Y. Jin. Itea yangchunensis ingår i släktet Itea och familjen Iteaceae. Inga underarter finns listade i Catalogue of Life.